# 马梅尔定监狱

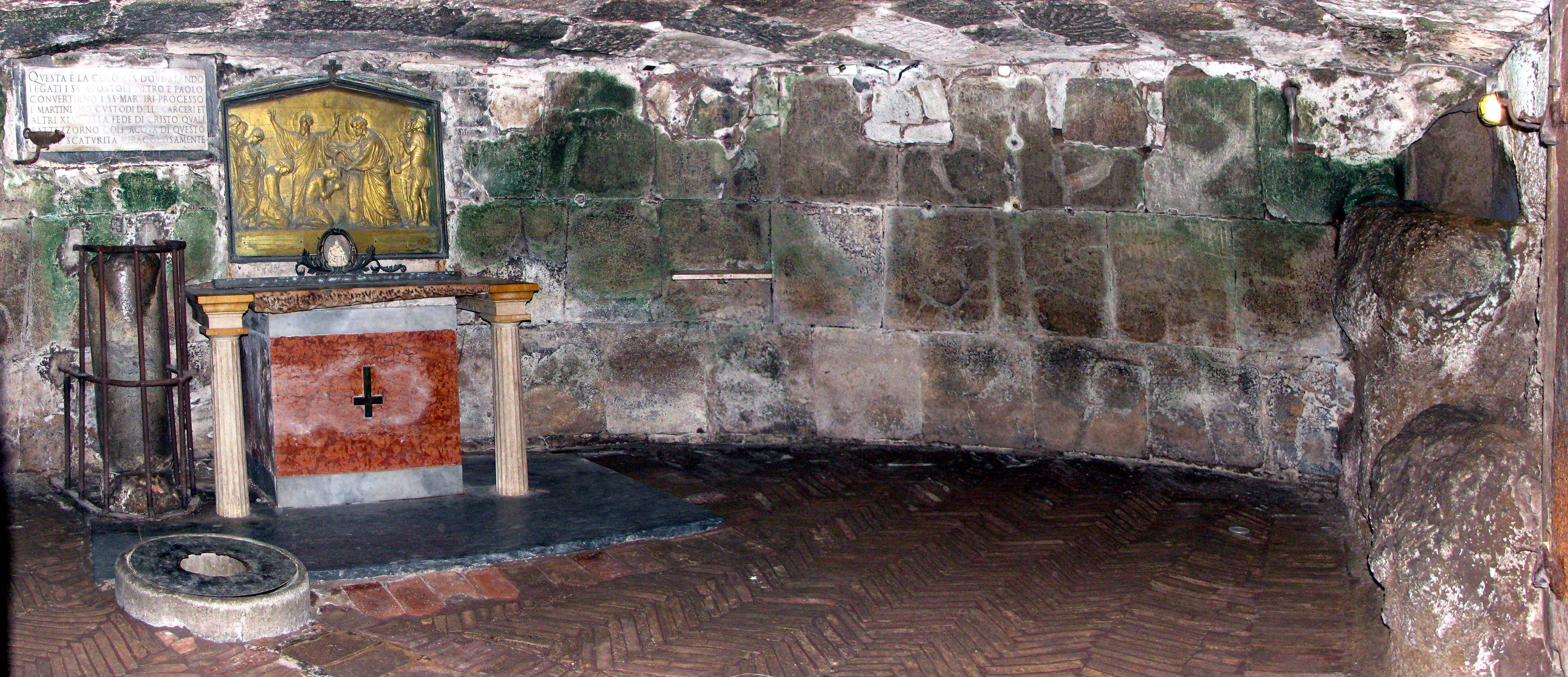
监狱内供奉彼得和保罗的祭台

马梅尔定监狱（拉丁文：Carcere Mamertino）是一个古罗马监狱，位于古罗马广场，卡比托利欧山东北山坡，面对元老院和涅尔瓦、韦帕芗和奥古斯都的帝国广场。介于监狱和记录室之间是通往卡比托利欧山的阶梯，称为Gemonian台阶。
传说认为彼得在殉道以前曾经被关押于此，传说他的看守Martinian和Processus被他感化，在殉道前受洗。
据说这座监狱由罗马王政时代第四位国王安库斯·玛尔提乌斯斯修建于公元前640-616年。
这座监狱通常只关押高级囚犯，被击败的外国将领在凯旋式示众后，关押于此，最后仍公开勒死，除非碰巧自然死亡（罗马法不承认监禁本身作为惩罚）。公元前63年，喀提林阴谋成员在处决之前，也被用作关押在这座监狱。
不清楚这座监狱何时关闭，但这个地方从中世纪已经用作基督教礼拜场所，目前被2个教堂占用：上层是木匠圣若瑟堂（Chiesa di S.Giuseppe dei falegnami），下层是狱中圣伯多禄堂（S.Pietro in Carcere）。下层教堂祭台上的十字架是倒置的，因为根据传说彼得是被倒钉十字架。